# فران هاريس
فران هاريس (بالإنجليزية: Fran Harris) مواليد 12 مارس 1965 في دالاس، هي لاعبة كرة سلة أمريكية معتزلة. بدأت مسيرتها الاحترافية في سنة 1997. وحملت الرقم 20. يبلغ طولها 6 قدم 0 بوصة (1.8 م). اعتزلت اللعب في 1998. فازت بلقب دوري المحترفات.

## روابط خارجية
- فران هاريس على موقع الاتحاد الدولي لكرة السلة (الإنجليزية)
- فران هاريس على موقع الاتحاد الوطني لكرة السلة النسائية (الإنجليزية)
- فران هاريس على موقع كلية كرة السلة في سبورتس رفرنس.كوم (الإنجليزية)
- فران هاريس على موقع بروبوليرز (الإنجليزية)
- فران هاريس على موقع سبورتس رفرنس (الإنجليزية)